# Pandione
Pandione (in greco antico: Πανδίων?, Pandíōn) è un personaggio della mitologia greca,  quinto mitologico re di Atene e figlio di Erittonio e di Prassitea.
Dal matrimonio con Zeusippe (sorella di sua madre Prassitea), ebbe i figli Procne, Filomela, Bute ed Eretteo.
Gli fu dedicato un recinto sacro sull'Acropoli di Atene, il santuario di Pandion.

## Mitologia
Combatté una guerra contro Labdaco il re di Tebe e durante questa guerra accorse in suo aiuto Tereo, re di Tracia, a cui Pandione diede in sposa la figlia Procne.
Pandione ebbe un nipote da sua figlia Filomela che diventerà l'ottavo mitologico re di Atene: Pandione II.
Alla sua morte fu succeduto da Eretteo (il sesto re di Atene).